# Spektroskopia w podczerwieni

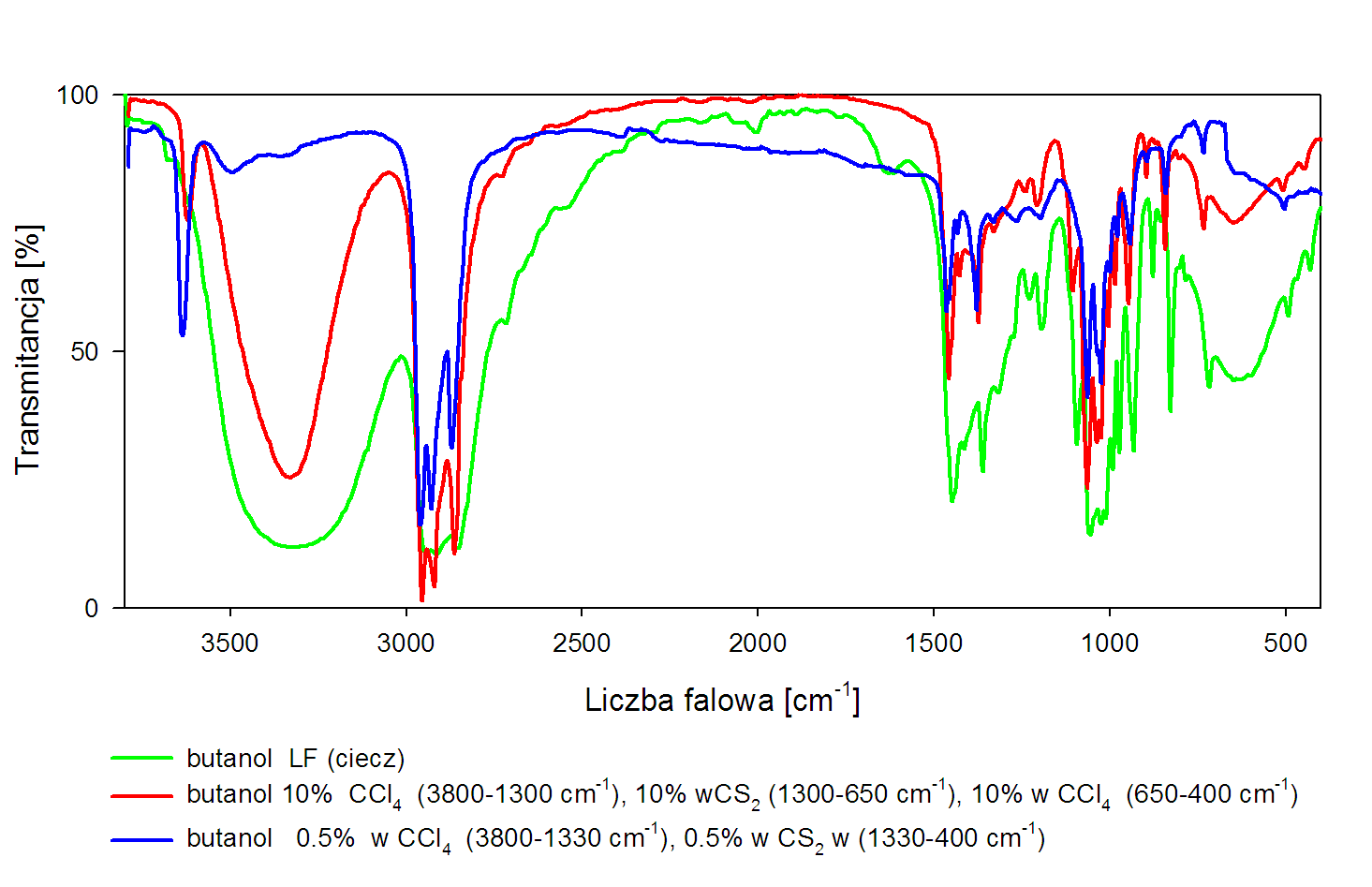
Widma IR butanolu

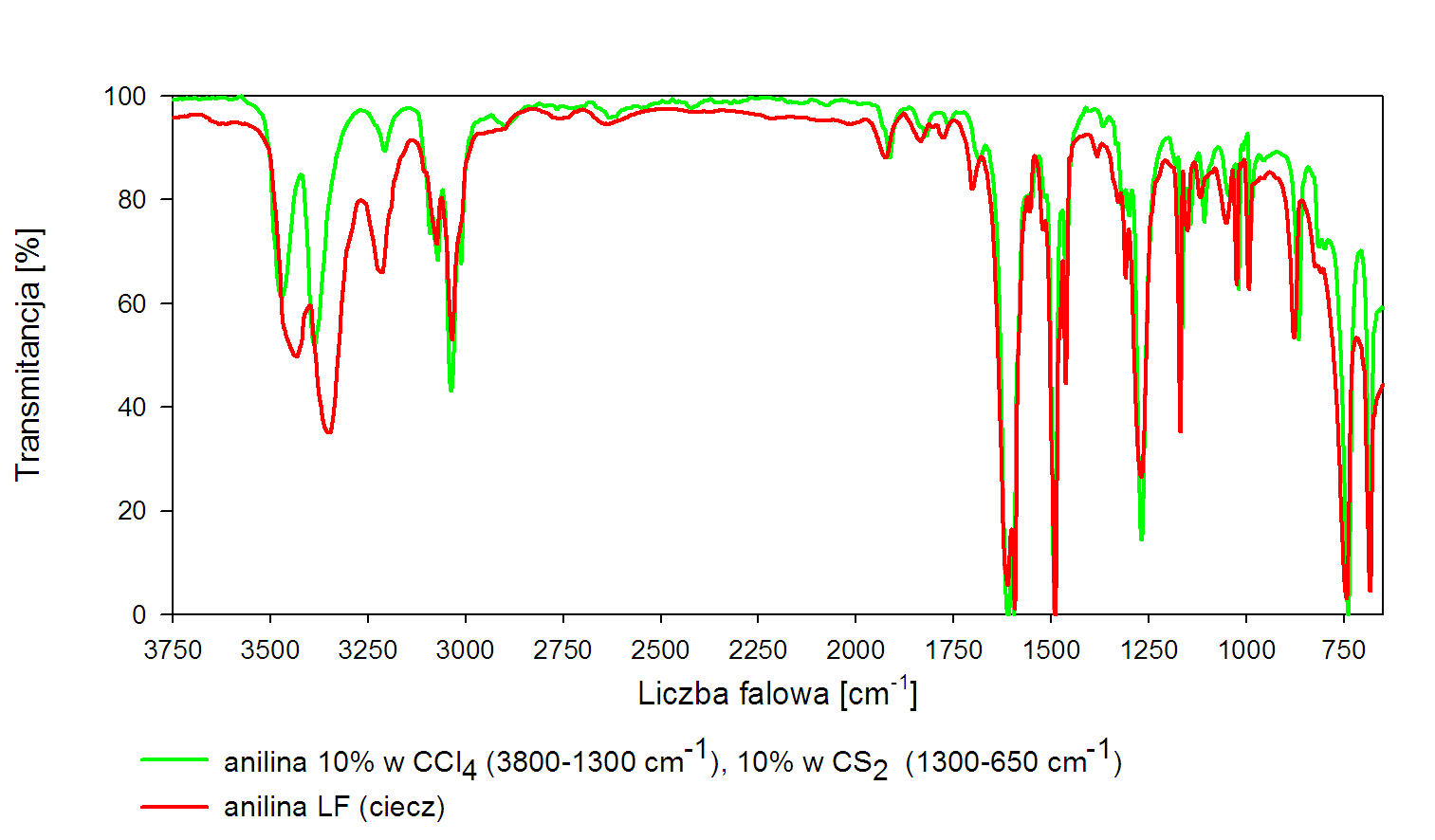
Widma IR aniliny

Spektroskopia w podczerwieni, spektroskopia IR (z ang. infrared spectroscopy) – rodzaj spektroskopii, w której stosuje się promieniowanie podczerwone. Najpowszechniej stosowaną techniką IR jest absorpcyjna spektroskopia IR, służąca do otrzymywania widm oscylacyjnych (choć w zakresie dalekiej podczerwieni obserwuje się także przejścia rotacyjne). Przy pomocy spektroskopii IR można ustalić, jakie grupy funkcyjne obecne są w analizowanym związku.
Spektroskopia w podczerwieni pozwala na analizę zarówno struktury cząsteczek, jak i ich oddziaływania z otoczeniem. Jest to jedna z podstawowych metod stosowanych w badaniu wiązań wodorowych. Metodą komplementarną do spektroskopii IR jest spektroskopia Ramana.

## Podstawy fizyczne
Promieniowanie elektromagnetyczne z zakresu IR ma częstotliwość zbliżoną do częstotliwości drgań cząsteczek. Przechodząc przez próbkę badanej substancji promieniowanie to jest selektywnie pochłaniane, zwiększając amplitudę drgań w cząsteczkach tej substancji (czy też kryształach). W analizie tych pasm dla układów wieloatomowych stosuje się pojęcie drgań normalnych, traktując każde pasmo jako wynik wzbudzenia jednego (tony podstawowe) lub kilku (tony kombinacyjne) drgania normalnego. Od symetrii cząsteczki zależy, które drgania normalne znajdą swoje odzwierciedlenie w widmie absorpcyjnym w zakresie podczerwieni.
Absorpcji promieniowania podczerwonego towarzyszą zmiany energii oscylacyjnej cząsteczek. Ponieważ energia ta jest skwantowana, absorbowane jest tylko promieniowanie o pewnych określonych energiach, charakterystycznych dla grup funkcyjnych wykonujących drgania. Dzięki temu wartości częstości drgań charakterystycznych mogą być ujęte w formie odpowiednich tabel i absorpcyjne widmo IR umożliwia ustalenie, jakie grupy funkcyjne występują w analizowanej próbce. Warunkiem absorpcji promieniowania (czyli możliwości wzbudzenia drgania przez promieniowania) jest zmienność momentu dipolowego cząsteczki w trakcie tego drgania.
W absorpcyjnym widmie IR dominują pasma związane z tonami podstawowymi drgań cząsteczek. Możliwa jest także rejestracja nadtonów oraz tonów kombinacyjnych i różnicowych (jednoczesnych przejść w dwóch lub więcej oscylatorach), są jednak one znacznie słabsze.

## Analiza widm
Określone grupy funkcyjne związków organicznych charakteryzują się ściśle określonym zakresem absorpcji promieniowania podczerwonego. Częstotliwość, przy której dana grupa funkcyjna absorbuje promieniowanie IR, nazywa się częstotliwością grupową, a takie drganie grupy funkcyjnej – drganiem charakterystycznym.
W celach identyfikacyjnych obszar zakresu liczb falowych 4000–400 cm-1 można podzielić na cztery części:
- Obszar 4000–2500 cm-1 odpowiada absorpcji wynikającej najczęściej z obecności w cząsteczce grup N−H, C−H i O−H. Pasma w tym zakresie odpowiadają drganiom rozciągającym.
- Obszar 2500–2000 cm-1, pasma absorpcji w tym zakresie wskazują na obecność w związku grup zawierających wiązania potrójne np. alkiny C≡C i nitryle C≡N.

- Obszar 2000–1500 cm-1, pasma w tym zakresie pochodzą głównie od różnego rodzaju drgań rozciągających wiązań podwójnych (C=C, C=O, C=N).

- Zakres poniżej 1500 cm-1 nazwany „zakresem daktyloskopowym” (fingerprint region), posiada układ pasm charakterystycznych dla danej cząsteczki. Są tutaj pasma drgań rozciągających wiązań pojedynczych np. C−C, C−O lub C−N oraz wiele pasm odpowiadających drganiom deformacyjnym. Zakres ten wykorzystywany jest do identyfikacji badanej substancji na podstawie porównania jej widma IR z widmem związku wzorcowego[3].

Widma IR są bardzo złożone i niezwykle rzadko zdarza się, aby dwa różne związki chemiczne miały w całym zakresie identyczne widma, co praktycznie umożliwia jednoznaczną ich identyfikację. Zastosowanie bazy danych z częstościami określonych pasm obecnych w danych związkach chemicznych pozwala na identyfikację związków chemicznych w badanej próbce (np. Spectral Database for Organic Compounds). Ponadto dostępne są tablice ułatwiające analizę składu ilościowego badanych próbek.

## Wykonywanie widm
Pierwotnie widma IR wykonywało się „przemiatając” próbkę wiązką promieniowania monochromatycznego (o jednej długości fali), zmieniając skokowo długość fali w trakcie pomiaru.
We współczesnych aparatach stosuje się szybszą spektroskopię w podczerwieni z transformacją Fouriera (FTIR, a ang. fourier transform infrared spectroscopy), polegającą na prześwietleniu próbki wiązką promieniowania z całego badanego zakresu IR (o widmie ciągłym). Po przejściu tej wiązki przez próbkę doprowadza się do interferencji z wiązką z tego samego źródła, która jednak nie przeszła przez próbkę, a widmo "ekstrahuje się", stosując transformację Fouriera zarejestrowanego widma interferencyjnego. 